# Полосатый сирен
Полоса́тый си́рен, или полосатый грязевой сирен (лат. Pseudobranchus striatus) — вид земноводных семейства сиреновые. Эндемик США.
Общая длина достигает 10—22 см. Обладает всего одной парой наружных жабр и одной жаберной щелью с каждой стороны. На передних конечностях у него по 3 пальца. Окраска спины тёмно-зелёного цвета. Брюхо имеет зелёный или жёлтый цвет. По бокам расположены белые или бежево-желтоватые полосы.
Любит заболоченные пруды и озёра. Всё время проводит в воде. В период засухи зарывается в ил или грязь. Активен преимущественно ночью. Питается беспозвоночными.
Размножение происходит весной. Самка откладывает небольшими порциями на водные растения до 200 яиц диаметром 3,8—4,2 мм.
Вид распространён в штатах США: Южная Каролина, Джорджия, Флорида.